# Pseudocatharylla auricinctalis
Pseudocatharylla auricinctalis là một loài bướm đêm trong họ Crambidae.